# Skawa (rzeka)
Skawa – rzeka, prawy dopływ Wisły. Płynie na obszarze Beskidów Zachodnich i Pogórza Zachodniobeskidzkiego przez Beskid Żywiecki, dalej przez Beskid Makowski i Beskid Mały, między pogórzami Śląskim i Wielickim oraz Doliną Wisły. Jej bieg w całości znajduje się na terenie województwa małopolskiego.

## Bieg rzeki
Wypływa kilkoma potokami poniżej Przełęczy Spytkowickiej na wysokości ok. 700 m n.p.m. Górny bieg Skawy nazywany jest tradycyjnie Wsiowym Potokiem.

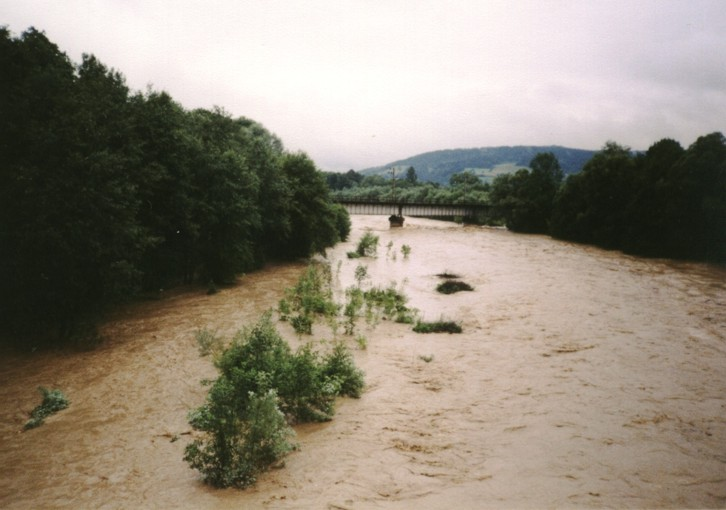
Powódź na Skawie w 2001 roku

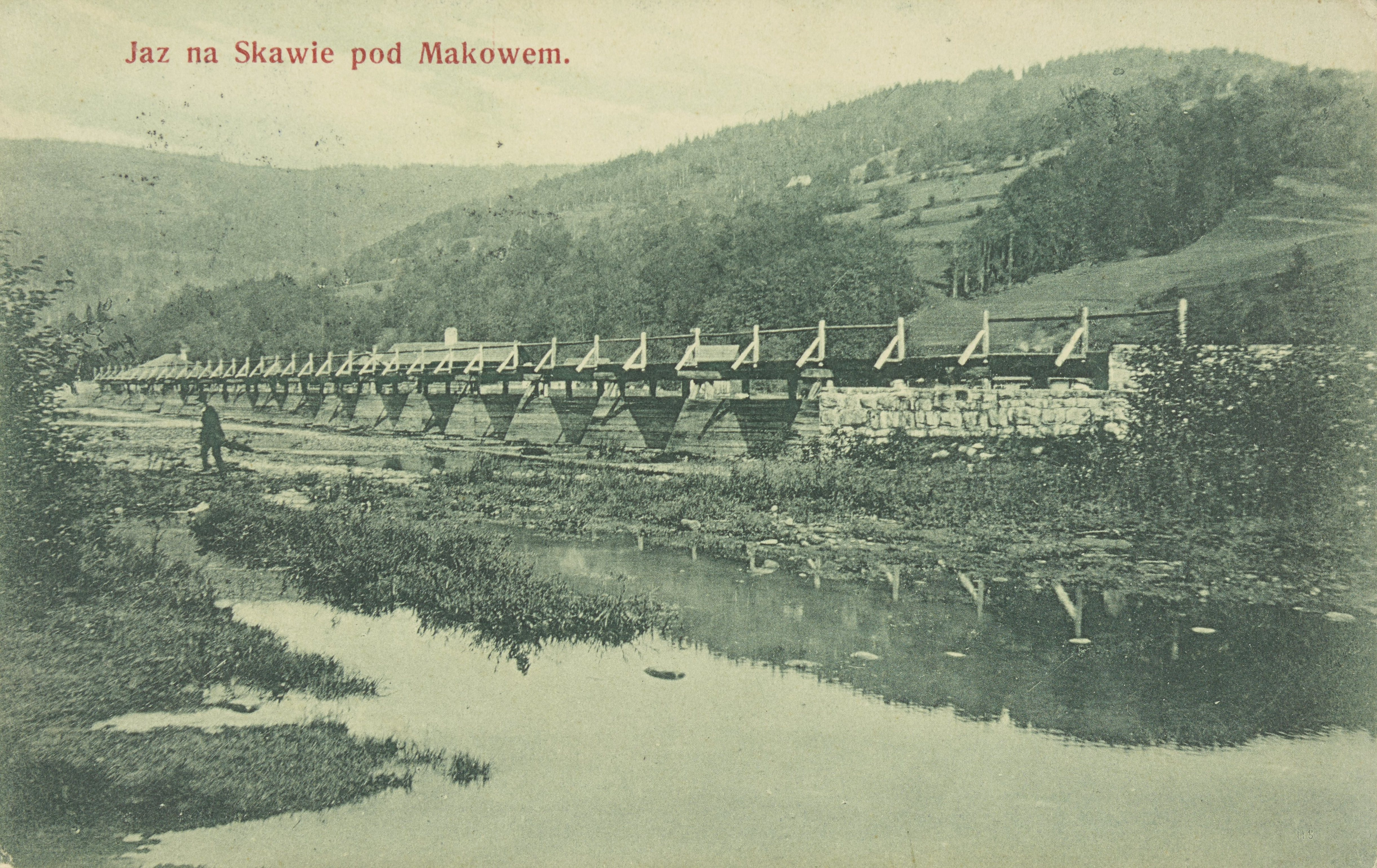
Jaz na Skawie pod Makowem około 1906

Skawa uchodzi do Wisły w okolicy wsi Smolice, tuż za znajdującym się tam stopniem wodnym wchodzącym w skład Drogi Wodnej Górnej Wisły.
Obszar zlewni, tak jak i cały bieg Skawy, dzieli się na część górską i przedgórską. Granicą tych obszarów jest profil hydrologiczny Wadowice, znajdujący się w 21. kilometrze od ujścia Skawy do Wisły. Zamykana przezeń zlewnia górska Skawy ma powierzchnię 835 km².
W miejscowości Świnna Poręba od 1986 roku powstaje Zbiornik Świnna Poręba, mający pełnić funkcję przeciwpowodziową oraz być źródłem wody dla ludności i przemysłu. Zaporę otwarto w roku 2017.

## Układ korytowy
Skawa do końca XIX wieku, tak jak inne karpackie dopływy Wisły, posiadała naturalny układ korytowy – wielonurtowy (roztokowy) lub wielokorytowy. Najbardziej rozwinięty system kilku koryt funkcjonował w dolnym biegu rzeki w pobliżu Zatora. Szerokość całego układu dochodziła do 900 metrów. Skawa została uregulowana jako jedna z "rzek kanałowych" tj. takich, które miały mieć bezpośredni związek z budowanym od 1911 roku Kanałem Galicyjskim – wybudowany fragment kanału włączono w trasę Kanału Łączańskiego. Do końca lat 40 XX wieku Skawa od Jordanowa do ujścia w Smolicach została zwężona do jednego koryta. Współczesne koryto jest w większości biegu uregulowane, tylko lokalnie funkcjonują odcinki rozszerzone o charakterze wielonurtowym.

## Wezbrania i powodzie
Skawa jest rzeką o znacznym potencjale powodziowym. Górski charakter reżimu hydrologicznego sprawia, że ciek ma małą bezwładność hydrologiczną i w związku z tym znaczną amplitudę zmienności przepływów. Charakteryzuje się gwałtownymi, lecz krótkotrwałymi wezbraniami.
W 1580 r. powódź dokonała największych zniszczeń w dolnym odcinku Skawy, gdzie wezbrane wody zniosły całą wieś Wiglowice, po której pozostała do dziś pamiątka w nazwie jednego z przysiółków wsi Laskowa na prawym brzegu Skawy.
Powódź z 1783 r. zaznaczyła się wielkimi stratami zwłaszcza w Suchej, gdzie wezbrana Skawa zniszczyła nadrzeczną lewobrzeżną część miasta. Zniszczona została większość brodów. Po zdarzeniu tym władze uświadomiły sobie konieczność stworzenia pierwszej przeprawy mostowej w Wadowicach.
Kolejne powodzie, szczególnie częste w pierwszych dwóch dekadach XIX w. spowodowały, że budowaną w latach 40. XIX w. drogę z Wadowic do Suchej pomimo oczywistych trudności terenowych poprowadzono tylko lewym brzegiem rzeki. Dawny trakt na odcinku między Gorzeniem a Mucharzem wielokrotnie pokonywał meandry Skawy w bród, przez co jej przebycie w czasie wezbrań stawało się niemożliwe.
W lipcu 1867 r. na skutek ulewnych deszczów w dolinie Skawy poziom rzeki w Wadowicach podniósł się na tyle, że woda wylała szeroko poza łożysko, czyniąc duże szkody. Nieprzejezdny był również most na drodze pocztowej.
Straty powodziowe wyrządzone przez Skawę w powiecie wadowickim w 1884 r., zwłaszcza w uprawach rolnych, musiały być na tyle duże, że rząd wiedeński wydał decyzję o objęciu Skawy pracami regulacyjnymi. Pięciotygodniowe opady, jakie wystąpiły w czerwcu i lipcu 1903 r. wywołały jedną z największych powodzi nie tylko na Skawie, ale i całej górnej Wiśle. Konsekwencje wylewu były podobne jak w 1884 r. – na obszarach zalanych zapanował głód.
W czasie wielkiej powodzi w 1934 r. większość rzek karpackich, w tym Skawa, osiągnęły swoje rekordowe stany. W leżących na brzegu Skawy Woźnikach 17 lipca 1934 r. odnotowano podniesienie stanu wody o 5 m. W dniach 16–18 lipca rzeka zalała całą dolną Radoczę, przerywając wały i w dwóch miejscach tor kolejowy linii Trzebinia – Wadowice. W Jaroszowicach wysoki poziom wody, zalewającej gospodarstwa i uprawy, utrzymywał się co najmniej przez tydzień.

## Przyroda
Z rzadkich w Karpatach gatunków roślin w dolinie Skawy stwierdzono występowanie rdestnicy nawodnej (w miejscowości Dąbrówka) oraz rdestnicy włosowatej (w Świnnej Porębie). Ponadto w jej wodach występują gatunki ryb charakterystyczne dla wód górskich: pstrąg potokowy, strzebla potokowa, lipień oraz głowacze.

## Dopływy
Bachorzówka, Bandurów Potok, Baranów Potok, Brzanów, Brzezina, Bystrz, Bystrzanka, Cadynka, Cechówka, Choczenka, Czarczówka, Czerna, Dąbrówka, Dudrakówka, Dzialski Potok, Głęboki Potok, Grzechynka, Jastrzębnik, Jaszczurówka, Kleczanka, Kosiczne, Potok Księży, Łękawka, Łowiczanka, Malejówka, Młynówka, Nawieśnica, Niedorowski Potok, Osielczyk, Paleczka, Plebański Potok, Ponikiewka, Potok pod Stachurą, Pożoga, Pudłówka, Radoczanka, Sarnówka, Skawica, Skawski Potok, Snukowy Potok, Stachorówka, Stanaszkówka, Strącze, Stryszawka, Stryszówka, Szczepankówka, Szeroki Potok, Śleszówka, Tarnawka, Wieprzec, Wieprzówka, Wronków Potok, Zarębski Potok, Zygodówka, Żarnowska Woda.

## Miejscowości
Ważniejsze miejscowości nad Skawą: Spytkowice, Skawa, Jordanów, Bystra Podhalańska, Osielec, Juszczyn, Maków Podhalański, Sucha Beskidzka, Zembrzyce, Tarnawa Dolna, Wadowice, Zator, Skawce.